# Songlines
Songlines – wideo zespołu Alphaville, wydane w 1989 roku. Kreowane było podczas wydawania albumu The Breathtaking Blue. Nad stworzeniem tracklisty pracowało 9 różnych reżyserów. Dziesiątym utworem na liście jest zmieniony track pochodzący z albumu The Breathtaking Blue – "Anyway".

## Lista utworów
1. "For a Million" – 9:21 (wyreżyserowany przez A. Kajdanowskiego, ZSRR)
2. "Romeos" – 4:58 (wyreżyserowany przez Iana Pringle'a, Australia)
3. "Middle of the Riddle" – 5:00 (wyreżyserowany przez Christopha & Wofganga Lutensteinów, Niemcy)
4. "Heaven or Hell" – 3:38 (wyreżyserowany przez Slobodana Pesica, Jugosławia)
5. "Ariana" – 3:49 (wyreżyserowany przez Ricky'ego Echolette & Olafa Bessenbachera, Zachodni Berlin)
6. "She Fades Away" – 5:02 (wyreżyserowany przez Mao Kawaguchi, Japonia)
7. "Summer Rain" – 4:14 (wyreżyserowany przez Susanne Bier, Dania)
8. "Mysteries of Love" – 5:02 (wyreżyserowany przez Alexa Proyasa, Australia)
9. "Patricia's Park" – 4:19 (wyreżyserowany przez Goodfreya Reggio, USA)
10. "Anyway" – 2:56